# Teatro Municipal Dix-Huit Rosado
O Teatro Municipal Dix-Huit Rosado Maia é um teatro da cidade de Mossoró, no estado do Rio Grande do Norte. Fica na Avenida Rio Branco, fazendo parte do "Corredor da Cultura de Mossoró".
Foi construído em 2003 pela prefeitura da cidade, num investimento de R$ 6 milhões, conjuntamente com a parceria da PETROBRAS. O Teatro Dix-Huit Rosado, trouxe mais entretenimento para a cidade e conta com o que há de mais moderno em estrutura de Teatro. No corredor da cultura, ocupa a posição entre a Estação das Artes Elizeu Ventania e o Memorial da Resistência, na Av. Rio Branco.

## Estrutura
- Tipo de Palco: Italiano
- Área Construída: 2.570 m²
- Área Coberta: 2.179 m²
- Capacidade: 740 lugares (600 na plateia, 68 nos camarotes (1° andar), 64 nas galerias (2° andar) e 8 para pessoas com necessidade especial)
- Outras dependências do Teatro: Átrio, Bilheterias, Foyer, 2 Bar/Café, Sala de Apoio, Banheiros Públicos, Foyer Superior com lanchonete e banheiros, Sala de ensaio, Cabine de Luz e Som, Caixa cênica: proscênio, palco e coxias, Sala de piano, 2 camarins individuais, 2 camarins coletivos, Copa/Cozinha, Lavanderia, Rouparia, Sala de costura, Setor administrativo: recepção, secretaria e diretoria, 2 Salas de eventos, Doca de carga e descarga, Oficina de depósito e cenários, Casa de máquinas, casa de bombas, gerador e subestação.
- Tipos de eventos: Teatro dramático, Teatro de comédias, Recitais musicais, literários e dancistas, Dança folclórica, Balé clássico e contemporâneo, Conferências e assembleias.

## Curiosidades
- Onde o teatro se fixou, estaria a antiga linha férrea da cidade, já que a Estação Ferroviária era a Estação das Artes que fica de frente ao teatro.
- A Praça do Teatro é bem frequentada à noite pelos habitantes para conversar sobre os assuntos da cidade e para as crianças brincarem; e principalmente frequentada pelos jovens.
- A ideia da cidade é fazer com que o Teatro Municipal Dix-huit Rosado seja um equipamento “vivo”, presente no cotidiano da população de Mossoró.